# علي السيهاتي (لاعب كرة قدم مواليد 1998)
علي عبد الله السيهاتي (مواليد 23 يناير 1998) هو لاعب كرة قدم سعودي يلعب حاليًا في نادي الهدى.

## مسيرة اللاعب
مثل نادي الاتفاق في الفئات السنية و نادي النور.